# Покровск (Якутия)
Покро́вск (якут. Покровскай) — город, административный центр Хангаласского улуса Республики Саха (Якутия), образует городское поселение город Покровск.

## Этимология
Основан в 1682 году казаками как укрепление Караульный мыс, где была открыта Покровская пустынь, принадлежавшая Якутскому монастырю. В 1720-х годах преобразована в
самостоятельный монастырь, позже село Покровское, с 1941 года рабочий посёлок Покровск, в 1997 году получил статус города.

## География
Город на левом берегу Лены, в 78 км к юго-западу от Якутска.

## История
До прихода русских на месте, где сейчас расположен город, был караульный пост Тыгына Дархана. С высокого мыса открывалась широкая панорама реки, и как на ладони было видно движение по реке вверх и вниз по течению. Местность называлась Хоруол тумус (якут. Хоруол тумуһа) — Караульный мыс
Годом основания города считается 1682, в котором произошло последнее восстание хангаласских якутов против казаков. Доведённые до отчаяния непомерными поборами царских наместников, они выступили против них с оружием в руках. Во главе восставших стоял немюгюнский князь Дьэнник. После поражения восставших 1 (11) октября, в Покров день, войска воеводы Ивана Приклонского установили на высоком караульном мысу большой деревянный крест, названный Покровским.
В 1703 году часть отшельников Спасского монастыря из Якутска переехала на новое место и основала своеобразное отделение монастыря, названное Покровской пустынью. В 1720 году здесь была построена церковь. В 1724 году пустынь сгорела. На её месте осело несколько семей русских крестьян.
Поселение затем стало ямщицкой станцией приленского тракта. В 1787 году в Покровске была построена вторая церковь, что давало ему статус села.
В 1821 году построили новое двухэтажное здание церкви уникальной архитектуры. Высокая звонница и золочёный крест были видны даже с устья Буотамы. Сложенное умельцами из толстых сосновых бревен, сплавленных с верховьев Лены, здание церкви простояло 139 лет, пока его не разобрали в 1960 году.
В 1850 году в Покровске открыли почтовую станцию. Построили типовое здание, простоявшее до 80-х годов минувшего века, в котором в последние годы своей жизни проживал старожил Покровска Н. А. Наумов.
В 1870 году на средства купца Шестакова из Якутска было построено кирпичное здание церкви Преображения. Купец пожертвовал деньги в надежде облегчить участь своего единственного сына, который будучи студентом в Санкт-Петербурге, примкнул к социал-демократам и был арестован.
В 1887 году в Покровске, в здании церкви, была открыта церковно-приходская школа. Первым учителем стал священник Неверов.
В 1895 году Покровск стал волостным центром приленских крестьян-ямщиков, объединяющим 20 станций от Табаги до Саныйахтааха. Спустя 10 лет волость разукрупнили, оставив за Покровском 10 станций от Батамая до Табаги. Представлял собой маленькое село, где было с десяток крестьянских дворов, церкви Покровской пресвятой Богородицы и Преображения, девичий монастырь святых Зосима и Савватия, почтовая станция.
В 1931 году Покровск стал административным центром Западно-Кангаласского района, который затем был переименован в Орджоникидзевский, ныне Хангаласский. В 1941 году получил статус посёлка городского типа.
26 сентября 1997 года присвоен статус города.
Начиная с 80-х годов XIX века здесь побывали ссыльные народники, эсеры, социал-демократы: М. Чхеидзе, В. Иохельсон, С. Котиков, Г. Лисенков, А. Громов, А. Борчанинов и многие другие.
В 1916—1917 годах здесь отбывал ссылку Серго Орджоникидзе.
В Покровске в XIX веке побывали русские писатели Иван Гончаров, автор романов «Обломов» и «Фрегат Паллада»; Владимир Короленко, описавший в своих рассказах «Государевы ямщики», «Ат-Дабан» быт и нравы местных ямщиков; известный путешественник, автор книги «Поездка в Якутск» Николай Щукин; писатель, этнограф Вацлав Серошевский, автор знаменитого фундаментального труда «Якуты» и многие другие.

## Городское поселение
Статус и границы городского поселения установлены Законом Республики Саха (Якутия) от 30 ноября 2004 года N 173-З N 353-III «Об установлении границ и о наделении статусом городского и сельского поселений муниципальных образований Республики Саха (Якутия)».

## Население
| 1939    | 1959    | 1970    | 1979    | 1989    | 1996    | 2000    |
| ------- | ------- | ------- | ------- | ------- | ------- | ------- |
| 2253    | ↗5038   | ↗6574   | ↗7342   | ↗9283   | ↘8300   | ↗10 100 |
| 2001    | 2002    | 2006    | 2007    | 2008    | 2009    | 2010    |
| ↗10 200 | ↘10 092 | ↗10 100 | →10 100 | →10 100 | ↗10 148 | ↘9495   |
| 2011    | 2012    | 2013    | 2014    | 2015    | 2016    | 2017    |
| ↗9500   | ↘9325   | ↘9193   | ↘9042   | ↗9047   | ↗9102   | ↗9177   |
| 2018    | 2019    | 2020    | 2021    | 2023    |         |         |
| ↗9256   | ↗9320   | ↗9385   | ↗12 021 | ↘11 991 |         |         |

На 1 января 2025 года по численности населения город находился на 858-м месте из 1124 городов Российской Федерации.

## Экономика
Промышленность
В городе действуют завод строительных материалов, асфальтобитумный завод, завод по производству базальтовых изделий(закрылся в 2022 году ).
Лесхоз. Звероводческое хозяйство, занимающееся разведением серебристо-чёрных лисиц, соболя. Комбикормовый завод.
Транспорт
Связан асфальтированной автодорогой с Якутском (трасса Р-501). Городской общественный транспорт — автобус (как минимум два городских маршрута — 9 и 10). Имеется пригородное и междугороднее автобусное сообщение с Якутском (автобус 201). Речная пристань. Паромная переправа через р. Лену «Покровск — Тит-Эбя».

## Климат
Климат Покровска, как и всей центральной Якутии, отличается очень высокой степенью континентальности. Лето тёплое, часто — жаркое, но короткое, а зима очень долгая и суровая. Зимой температура может опускаться ниже −60 °C, летом — поднимается выше +35 °C, и зачастую каждое лето превышает +30, во все зимние месяцы возможна температура ниже -62°.
- Среднегодовая температура воздуха — −9,3 °C
- Относительная влажность воздуха — 69,5 %
- Средняя скорость ветра — 2,4 м/с

| Показатель                            | Янв.  | Фев.  | Март  | Апр.  | Май   | Июнь | Июль | Авг. | Сен.  | Окт.  | Нояб. | Дек.  | Год   |
| ------------------------------------- | ----- | ----- | ----- | ----- | ----- | ---- | ---- | ---- | ----- | ----- | ----- | ----- | ----- |
| Абсолютный максимум, °C               | −7,8  | −3,5  | 8,6   | 21,2  | 30,5  | 36,2 | 38,4 | 35,7 | 27,7  | 17,6  | 2,8   | −3,9  | +38,4 |
| Средний суточный максимум, °C         | −35,1 | −29,2 | −19,2 | −0,1  | 12,2  | 22,7 | 24,8 | 21,8 | 9,9   | −10,1 | −27,4 | −34,9 | −5,5  |
| Средняя температура, °C               | −39,7 | −33,7 | −21,1 | −5,4  | 6,7   | 15,2 | 18,6 | 14,4 | 5,7   | −8,1  | −27,2 | −38,1 | −9,3  |
| Средний суточный минимум, °C          | −45,3 | −42,2 | −33,3 | −16,5 | −1,3  | 8,1  | 12,2 | 6,9  | −1,6  | −16,1 | −35,5 | −44,9 | −18,2 |
| Абсолютный минимум, °C                | −65,1 | −63,5 | −57,8 | −43,1 | −19,1 | −5,2 | −3,4 | −7,9 | −20,2 | −43,7 | −57,3 | −62,7 | −65,1 |
| Источник: NASA. База данных RETScreen |       |       |       |       |       |      |      |      |       |       |       |       |       |

| Показатель                    | Янв.  | Фев.  | Март  | Апр.  | Май  | Июнь | Июль | Авг. | Сен. | Окт.  | Нояб. | Дек.  | Год   |
| ----------------------------- | ----- | ----- | ----- | ----- | ---- | ---- | ---- | ---- | ---- | ----- | ----- | ----- | ----- |
| Средний суточный максимум, °C | −34,8 | −29,1 | −11,9 | 2,4   | 14,4 | 22,8 | 24,7 | 20,9 | 11,4 | −2,6  | −22,3 | −33,7 | −3,2  |
| Средняя температура, °C       | −38,1 | −34,8 | −20,2 | −4,3  | 8,3  | 16,6 | 19   | 15   | 6    | −6,7  | −26,2 | −36,7 | −8,5  |
| Средний суточный минимум, °C  | −41,1 | −40   | −28,4 | −12,3 | 1,1  | 8,6  | 11,8 | 8,5  | 0,6  | −10,8 | −30   | −39,5 | −14,3 |
| Норма осадков, мм             | 8,7   | 6,1   | 6,0   | 10,9  | 27,1 | 30,2 | 71,9 | 66,7 | 37,7 | 26,3  | 19,4  | 7,6   | 318,6 |
| Источник: [Расписание погоды] |       |       |       |       |      |      |      |      |      |       |       |       |       |

## Культура, наука, образование
- В городе действуют 4 школы. Музыкальные и Художественные школы.
- Работает Покровский колледж бизнес-технологий (ранее являлся филиалом СФВУ, бывший ЯГУ).
- Действует краеведческий музей имени Г. В. Ксенофонтова и дом-музей Григория Константиновича Орджоникидзе (Серго Орджоникидзе)
- К 325-летнему юбилею в 2007 году построена православная церковь.
- Опытно-производственное хозяйство «Покровское» Якутского НИИ сельского хозяйства.
- Близ города в селе Октёмцы — филиал Арктического государственного агротехнологического университета.
- Якутская комплексная установка ШАЛ Института космофизических исследований и аэрономии им. Ю. Г. Шафера.
- У мужчины-воина из Покровского погребения 2 эпохи раннего железного века Якутии (2400—2200 лет назад) была обнаружена митохондриальная гаплогруппа D[29].

## Известные люди
- Притузов, Андрей Иванович ― участник Великой Отечественной войны, генерал-майор, командир 104-й стрелковой дивизии[30].